# Cultura Copiapó
La cultura Copiapó es un grupo prehispánico que habitó en la actual tercera región de Chile durante el denominado período Intermedio Tardío entre el 1000 y el 1400 cuando se fusiona con las poblaciones diaguitas sometidas a los incas quienes también someten el territorio de esta cultura. Es una de las pocas poblaciones indígenas de Chile que practicaban la momificación.
En esta se practicaban algunos sacrificios para que sus dioses los recompensen

## Historia
Algunos autores proponen que el complejo cultural Las Ánimas derivó en la cultura Copiapó, ubicada en el valle homónimo y correspondiente al desarrollo local durante el período Intermedio Tardío (años 1000 - 1400 d. C.).

## Localización
La distribución espacial de este grupo abarca desde Taltal por el norte en la costa hasta el puerto de Huasco por el sur. En el interior la mayor parte de las evidencias se concentran en el valle de Copiapó y sus afluentes precordilleranos, faltando investigar otros lugares aún.

## Cerámicas
Esta cultura posee como ítem diagnóstico sus manifestaciones cerámicas donde destaca el tipo Copiapó negro sobre rojo decorado con figuras de llamas estilizadas y en otra variedad, con un rostro antropomorfo. otro tipo cerámico es el Punta Brava que eran grandes vasijas que servían como contenedor de alimentos.

## Momificación
Esta cultura practicaba la técnica de momificación y rituales funerarios humanos. Los restos momificados eran enterrados junto con utensilios como vasijas de cerámica y juguetes si este era un niño. Se han encontrado momificaciones de esta cultura en el sector de Iglesia Colorada en el Fundo Bauza, a unos 80 kilómetros al norte de Copiapó, con una data de más de 900 años de antigüedad, por los recientes hallazgos.

## Parcialidades
- Diaguitas
- Atacameños
- Incas
- Aymaras